# Dorfschützersystem
Das Dorfschützersystem (Türkisch: koruculuk sistemi) ist die Bewaffnung, Ausbildung und Bezahlung kurdischer paramilitärischer Verbände im Osten und Südosten der Türkei beim Kampf gegen die PKK.

## Ursachen und Hintergründe
Als historisches Vorbild der Dorfschützer gelten die Hamidiye-Regimenter im Osmanischen Reich. Hintergrund des heutigen Dorfschützersystems ist der Kurdenkonflikt in der Türkei und die kurdische Gesellschaftsstruktur. Fundament dieser Gesellschaft war und ist die Stammes- und Clanstruktur, die bis in die Politik hineinwirkt. Innerhalb dieses sogenannten Aşiret-Systems stützt sich die soziale Hierarchisierung auf den Großgrundbesitz. Viele Angehörige der kurdischen Gruppen (Kurdisch eşiret)  stehen somit in ökonomischer und sozialer Abhängigkeit der Clan- oder Stammesoberen.

## Umfang
1985, ein Jahr nach dem Auftakt des bewaffneten Kampfes der militanten Arbeiterpartei Kurdistans, begann die türkische Regierung unter Turgut Özal damit, kurdische Stämme und Clans im Kampf gegen die PKK zu bewaffnen. Grundlage dafür war das Gesetz 442 vom 17. Februar 1924. Es wurde durch die Gesetze 3175 vom 26. März 1985 und 3612 vom 7. Februar 1990 erweitert. Anfangs wurde das Dorfschützersystem in 22 Provinzen eingerichtet. 1993 wurde die Zahl auf 35 Provinzen ausgeweitet. Man unterscheidet demnach zwischen „freiwilligen“ (gönüllü) und „vorübergehenden“ (geçici) Dorfschützern, die ihre Waffen – laut Gesetz – nach 45 Tagen wieder abgeben müssen, um Missbrauch zu unterbinden. 1996 waren in den südostanatolischen Provinzen 76.900 Dorfschützer im Einsatz. 2005 standen laut Innenminister Abdülkadir Aksu bei einer Parlamentsdebatte zum Thema 57.757 Dorfschützer im Dienste des Staates. Im Fortschrittsbericht der Europäischen Union für das Jahr 2012 wird von 45.000 Dorfschützern gesprochen. Dorfschützer erhalten staatliche Bezüge und – ähnlich wie Beamte – die Möglichkeit, staatliche Versorgungsdienste wie die Gesundheitsfürsorge in Anspruch zu nehmen. Laut Ertan Beşe, Dozent an der Polizeihochschule, sind insgesamt ca. 1.400 Dorfschützer bei bewaffneten Auseinandersetzungen gestorben.

## Negative Auswirkungen
Die Zeitschrift Nokta (Nr. 52) titelte bereits 1996, dass jeder dritte Dorfschützer Straftaten begeht. Von 1985 bis 1998 wurden 530 schwere Straftaten durch Dorfschützer begangen. Eine parlamentarische Anfrage zählte die Verwicklung von Dorfschützern in folgende Straftaten auf: Tötung (296 Fälle), Rauschgiftdelikte (84), Brautraub (77), illegaler Waffenhandel (69) und Entführungen. Das Innenministerium gab 1998 bekannt, dass in den letzten zehn Jahren 23.000 „vorübergehende Dorfschützer“ entlassen wurden.
Das Zentrum für Türkeistudien vertritt die Ansicht, dass sich einzelne Stämme infolge des Dorfschützersystems zu einem regionalen Machtfaktor entwickeln, die „bisweilen ganze Regionen ökonomisch und militärisch kontrollieren“. Insgesamt bewirkt das Dorfschützersystem eine Konsolidierung feudaler Strukturen in den Kurdengebieten. Verstärkt wird dies noch durch politische Mandate von führenden Stammesvertretern im türkischen Parlament.